# Cataulacus boltoni
Cataulacus boltoni är en myrart som beskrevs av Roy R. Snelling 1979. Cataulacus boltoni ingår i släktet Cataulacus och familjen myror. Inga underarter finns listade.